# Carmen Tapia
María del Carmen Tapia Martínez (Taxco, Guerrero, 11 de diciembre de 1978) es una artista y diseñadora de platería mexicana. Sus diseños han recibido varios galardones de platería como el Premio Nacional de la Plata Hugo Salinas Price, en la categoría Nuevo Diseño.Su obra ha sido expuesta en museos, galerías, ferias de arte y diseño de México y el extranjero como en el MAD About Jewelry / Museum of Art and Design, NY y Artistar Jewelry, Milano Jewelry Week 2021.

## Trayectoria
Tapia cursó la licenciatura en filosofía en la Universidad Autónoma del Estado que Morelos y es profesora de la Facultad de Arte y Diseño plantel Taxco de la UNAM. 
La artista y diseñadora mexicana ha desarrollado su habilidad en la técnica de la cera perdida, lo que le ha permitido crear piezas expositivas en galerías, museos, eventos y ferias de artes en México y Estados Unidos, como: Rethinking Tradition: Contemporary Design in Mexico, en Washington, bajo la curaduría de Ana Elena Mallet y, Carmen Tapia / Platería Contemporánea, presentada en el Museo Guillermo Spratling.
Tapia fundó su propio estudio-taller en 2010, junto con el artesano Jorge Mundo, donde ha desarrollado proyectos creativos, en colaboración con el escultor Jorge Yazpik para la producción de su escultura y joyería.En su estudio, produce obra y realiza colaboraciones.
Su influencia ha sido su padre, Ezequiel, escultor en plata y piedra. Por lo cual Tapia conserva y refina su tradición familiar en la fabricación de joyas en metales y piedras. Es miembro de Ars Faber, un grupo de diseño a la vanguardia del diseño y adorno en Taxco, México.
Sus estudios en artes plásticas y filosofía le ha permitido desarrollar su proceso creativo, que comienza con la investigación y manipulación de las propiedades topológicas y de plasticidad de superficies bidimensionales. A través de pliegues, crea diversas formas tridimensionales, a las que aplica fuerzas dinámicas como la torsión, alargamiento o contracción, obteniendo así un orden geométrico armónico muy similar al orden de las formas orgánicas naturales. Tapia trabaja con modelos elaborados con materiales flexibles y maleables, como papel y cera, que luego se transfieren a la plata mediante técnicas como la fundición a la cera perdida y la forja. Con estas técnicas, y la capacidad de la plata para reflejar la luz, le permiten crear superficies laminares, membranas orgánicas y luminosas, dando como resultado la creación de piezas manejables y fáciles de usar en grandes formatos.
Como diseñadora de plata contemporánea, Tapia, ganó el concurso para diseñar la Condecoración Miguel Hidalgo, el más alto reconocimiento del Estado Mexicano, que se entregó al personal de salud por su servicio ante la pandemia.Esta Condecoración es la más alta presea que otorga el gobierno mexicano a ciudadanos que han realizado méritos distinguidos. La pieza fue elaborada en oro y plata.
Carmen Tapia formó parte de la exposición Diseño en femenino. México contemporáneo que abarca 23 años de historia del diseño mexicano, que junto con otras 70 diseñadoras se exhibieron 145 piezas provenientes de 13 estados de la República Mexicana.
Junto con otras 86 creadoras, Tapia también participó en la exposición Creadoras Contemporáneas. Voces femeninas de la FAD, en el marco del Día Internacional de la Mujer, donde la histórica Academia de San Carlos incluyó por primera vez en una exposición a sus profesoras e investigadoras, lo cual no había ocurrido en 241 años.
A través de la galería de diseño Casa Gutiérrez Nájera (CGN) Design Galery de Querétaro, Carmen Tapia participó en la edición del 20 aniversario de Zona Maco, la feria de arte más grande de Latinoamérica, sus piezas fueron concebidas a partir de la idea de que los objetos utilitarios que han sido pensados desde la sensibilidad tienen en ocasiones los atributos de permanencia y trascendencia, su instalación incluye una colección de portaobjetos de plata y tumbaga.
Otros proyectos que destacan su obra son: Mural Monumento de Plata Vida y Movimiento para el Fomento Cultural Grupo Salinas y ADN: Identidad y Diálogo de Diseño Mexicano de la Galería ADN para el Design Week México.